# Тазуэлл (округ, Виргиния)
Округ Тазуэлл (англ. Tazewell County) располагается в США, в штате Виргиния. По состоянию на 2010 год, численность населения составляла 45 078 человек. Был образован 20 декабря 1799 года, получил своё название в честь американского политического и государственного деятеля Генри Тэзуэлла.

## География
По данным Бюро переписи США, общая площадь округа равняется 1347 км², из которых 1344 км² суша и 3 км² или 0,2 % это водоёмы. В окружном центре Тазуэлл средняя температура июля составляет 19,6 °С со средним максимумом 25,6 °С, средняя температура января — −1,8 °С со средним минимумом −6,9 °С.

### Соседние округа
- Мак-Дауэлл (Западная Виргиния) — север и запад
- Мерсер (Западная Виргиния) — северо-восток
- Бьюкенен (Виргиния) — северо-запад
- Расселл (Виргиния) — запад
- Смит (Виргиния) — юг
- Бланд (Виргиния) — восток

## Демография
По данным переписи населения 2000 года в округе проживает 44 598 жителей в составе 18 277 домашних хозяйств и 13 232 семьи. Плотность населения составляет 33 человека на км². На территории округа насчитывается 20 390 жилых строений, при плотности застройки около 15-ти строений на км². Расовый состав населения: белые — 96,16 %, афроамериканцы — 2,29 %, коренные американцы (индейцы) — 0,17 %, азиаты — 0,61 %, представители других рас — 0,16 %, представители двух или более рас — 0,62 %. Испаноязычные составляли 0,51 % населения независимо от расы .
В составе 28,70 % из общего числа домашних хозяйств проживают дети в возрасте до 18 лет, 58,20 % домашних хозяйств представляют собой супружеские пары проживающие вместе, 10,80 % домашних хозяйств представляют собой одиноких женщин без супруга, 27,60 % домашних хозяйств не имеют отношения к семьям, 25,20 % домашних хозяйств состоят из одного человека, 11,90 % домашних хозяйств состоят из престарелых (65 лет и старше), проживающих в одиночестве. Средний размер домашнего хозяйства составляет 2,40 человека, и средний размер семьи 2,85 человека.
Возрастной состав округа: 21,40 % моложе 18 лет, 8,40 % от 18 до 24, 27,20 % от 25 до 44, 25,50 % от 45 до 64 и 15,50 % от 65 и старше. Средний возраст жителя округа 41 лет. На каждые 100 женщин приходится 92,00 мужчин. На каждые 100 женщин старше 18 лет приходится 88,70 мужчин.
Средний доход на домохозяйство в округе составлял 27 304 USD, на семью — 33 732 USD. Среднестатистический заработок мужчины был 28 780 USD против 19 648 USD для женщины. Доход на душу населения был 15 282 USD. Около 11,70 % семей и 15,30 % общего населения находились ниже черты бедности, в том числе — 20,30 % молодежи (тех, кому ещё не исполнилось 18 лет) и 13,90 % тех, кому было уже больше 65 лет.